# Ponte Pietra
Ponte Pietra (dosł. „Kamienny Most”) – most znajdujący się na Adydze w Weronie. Jest to jedyny zachowany z dwóch mostów z czasów rzymskich w mieście.
Most został zbudowany około 100 roku p.n.e. W starożytności nosił nazwę Pons Marmoreus. W okresie średniowiecza kilkukrotnie, w 1007, 1153, 1232 i 1239 roku, budowla była niszczona przez powodzie. W XIII wieku z inicjatywy Alberto I della Scala przy wejściu na most została dobudowana wieża strażnicza. Ze względu na liczne przebudowy i zniszczenia, jakie obiekt przeszedł w ciągu wieków, z oryginalnego mostu rzymskiego zachowały się tylko kamienne konstrukcje dwóch filarów na lewym brzegu Adygi. Pozostała część mostu, zbudowana z cegły, to elementy średniowieczne i wczesnonowożytne. 
Most został zniszczony pod koniec II wojny światowej, wysadzony 25 kwietnia 1945 roku przez wycofujące się z miasta wojska niemieckie. Ocalało jedynie jedno przęsło na prawym brzegu rzeki. W latach 1957–1959 obiekt został pieczołowicie zrekonstruowany.